# کارل واتسلاو رایس
کارِل واتسلاو رایس (چکی: Karel Václav Rais; ۴ ژانویهٔ ۱۸۵۹ – ۸ ژوئیهٔ ۱۹۲۶) رمان‌نویس رئالیست، نویسندهٔ به اصطلاح نثر روستایی، نویسندهٔ کتاب‌های متعدد برای جوانان و کودکان و سرایندهٔ چندین شعر بود. وی اهل چکسلواکی بود.